# 米田基裕
米田 基裕（よねだ もとひろ、1975年9月1日 - ）は日本の声優。熊本県出身。ケンユウオフィス所属。

## 人物
日本ナレーション演技研究所、映像テクノアカデミア出身。
特技は弓道初段。趣味は舞台・映画鑑賞。

## 出演

### テレビアニメ
2012年
- TARI TARI（島田）

2013年
- アイカツ!（ディレクター）
- 神さまのいない日曜日（墓守の少年）

2014年
- クロスアンジュ 天使と竜の輪舞（近衛兵）

2021年
- ゾンビランドサガ リベンジ（佐賀県民A）

2023年
- 僕のヒーローアカデミア（ホークスの父）

### ゲーム
2007年
- étude prologue 〜揺れ動く心のかたち〜（中沢の婚約者） - PlayStation Portable版

2010年
- イナズマイレブン3 世界への挑戦!!（スリ）
- 維新恋華 龍馬外伝（千葉重太郎）

2020年
- 龍が如く7 光と闇の行方（エリートサラリーマン）
- ライフ イズ ストレンジ2（ニコラス・デュランド 他）
- ファイナルファンタジーVII リメイク

2021年
- デュエル・マスターズ プレイス（ボルバルザーク・紫電・ドラゴン、大邪眼B・ロマノフ、緑神龍ディルガベジーダ 他）

2024年
- 龍が如く8
- ヘブンバーンズレッド（男）

### 吹き替え
- アイ・オリジンズ
- 愛の記憶はさえずりとともに
- アンナ・カレーニナ
- iCarly
- ALCATRAZ/アルカトラズ
- イップ・マン（チャン・モン）
- イニョン王妃の男（粛宗）
- イフ・アイ・ステイ 愛が還る場所
- グッドラック・チャーリー（ピザ・パイレーツ）
- グレイス&フランキー（ウィリアム）
- ゴースト 〜天国からのささやき（製作助手）
- ザ・ベイ（ポール保安官代理）
- チャギントン（アッシャー[4]）
- 新ビバリーヒルズ青春白書
- ニュースルーム
- パージなナイト ブラックさん家の史上最悪の12時間（トッド〈スヌープ・ドッグ〉）
- ハイ・ホー7D （おとぼけ、きまじめ男爵、ガーギン一家)
- フレネミーズ
- マンデラ 自由への長い道
- ライ・トゥ・ミー 嘘は真実を語る（ゴーディー）
- LIFE!（二等航海士）
- 蘭陵王（韓暁冬）
- リターン・トゥ・アース 宇宙に囚われた1027日（ジョナサン）
- レバレッジ 〜詐欺師たちの流儀（トッド）
- エンジェルアイズ（パク・ドンジュ）

### ナレーション
- 経済産業省 情報家電ショーケース（HP用ナレーション）
- 勝利の女神4（音楽コーナーナレーション、千葉テレビ）
- 四八（仮）（販売VPナレーション）

### 舞台
- 劇団ウィークタイズ『雰囲気のある死体』
- 劇団すとーんぶっく『Littele War』